# 로봇 윤리
로봇 윤리학(Robot ethics) 또는 로봇 윤리는 로봇이 장기적 또는 단기적으로 인간에게 위협을 가하는지, 로봇의 일부 사용이 문제가 되는지(예: 의료 분야 또는 전쟁 중의 '살인 로봇'과 같은) 로봇과 함께 발생하는 윤리적 문제에 관한 것이다. 로봇이 '윤리적으로' 행동하도록 로봇을 설계하는 방법(이 마지막 관심사를 기계 윤리라고도 함)일 수 있으며 로봇 윤리는 로봇이 점점 더 발전함에 따라 로봇을 향한 인간 행동의 윤리를 구체적으로 말한다. 로봇 윤리는 기술 윤리, 특히 정보 기술의 하위 분야이며, 사회 경제적 문제뿐만 아니라 법적 문제와도 밀접한 관련이 있다. 다양한 분야의 연구자들은 인류의 안전을 보장하는 방식으로 로봇 기술을 만들고 이를 사회에 구현하는 것에 대한 윤리적 문제를 다루기 시작했다.
문제는 로봇이라는 단어만큼 오래된 것이지만, 진지한 학문적 논의는 2000년경부터 시작되었다. 로봇 윤리는 여러 학문 분야의 전문가들의 결합된 노력을 필요로 하며, 이들은 과학 기술 성과로 인해 발생하는 로봇공학과 AI 관련 문제에 대해 법률과 규정을 조정해야 한다. 로봇 윤리와 관련된 주요 분야는 로봇공학, 컴퓨터 과학, 인공지능, 철학, 윤리학, 신학, 생물학, 생리학, 인지 과학, 신경과학, 법, 사회학, 심리학, 산업 디자인이다.

## 개요
오늘날 로봇은 다양한 분야에서 활용되고 있다. 단순한 장난감에서부터 교육, 치료, 생산 분야까지 로봇은 어느곳에나 존재한다. 단순한 기능 반복의 형태를 넘어 지능형 로봇이 등장함에 따라 로봇을 인간이 만들어 사용하는 도구로 볼 것인지, 새로운 종으로 봐야하는지에 대한 논의를 비롯하여 다른 인간규범들과의 관계설정, 다양한 종교ㆍ문화ㆍ계층의 의견수렴, 사이보그는 도덕성을 가질수 있는 존재인가 등 다양한 사회적 쟁점들이 제기되고 있다. 로봇의 등장은 산업, 경제, 사회 변화에 심대한 영향을 미칠수 있으므로 발생 가능한 위험으로부터 안전 확보가 필요하다. 로봇의 설계, 제작, 사용 과정에서 위험을 발생시킬 수 있는 인간 행위에 대한 규제와 로봇으로 인해 발생할 수 있는 사회적 갈등을 조정하기 위해 로봇 윤리가 필요하다. 로봇 윤리는 로봇으로 인해 발생 가능한 미래의 위험을 사전에 예방하고 규제할 수 있을 것이다.

## 로봇 윤리를 보는 관점
로봇 윤리는 세가지 관점으로 그 정의를 나눌 수 있다. 첫 번째, 로봇의 사용자 혹은 생산자로써 사람이 지켜야 할 윤리적 규범. 두 번째, 제작된 로봇이 지켜야 할 윤리적 규범. 세 번째, 로봇과 인간의 관계에서 발생하는 윤리적 규범. 우리는 로봇 윤리를 단순히 인간 중심적으로 생각하여 로봇에 대한 제재만 강요하지 않고 인간과 로봇의 관계를 보다 심도있게 고려하여야 한다.

## 로봇윤리헌장
로봇산업이 지향해야 할 로봇 기술과 윤리적 한계, 로봇 제조자의 책임, 로봇의 개조ㆍ파괴 등에 대한 사용자 윤리 등을 정립하기 위해 대한민국이 2007년 세계 최초로 국가 차원에서(산업자원부) 재정하려는 시도를 했으나 당시에는 초안만 발표되었고 공식화되지는 않았다.
| 초안 요약본 |
| --- |
| 1장(목표)= 로봇윤리헌장의 목표는 인간과 로봇의 공존공영을 위해 인간중심의 윤리규범을 확인하는 데 있다. 2장(인간, 로봇의 공동원칙)= 인간과 로봇은 상호간 생명의 존엄성과 정보, 공학적 윤리를 지켜야 한다. 3장(인간 윤리)= 인간은 로봇을 제조하고 사용할 때 항상 선한 방법으로 판단하고 결정해야 한다. 4장(로봇 윤리)= 로봇은 인간의 명령에 순종하는 친구ㆍ도우미ㆍ동반자로서 인간을 다치게 해서는 안 된다. 5장(제조자 윤리)= 로봇 제조자는 인간의 존엄성을 지키는 로봇을 제조하고 로봇 재활용, 정보보호 의무를 진다. 6장(사용자 윤리)= 로봇 사용자는 로봇을 인간의 친구로 존중해야 하며 불법개조나 로봇남용을 금한다. 7장(실행의 약속)= 정부와 지자체는 헌장의 정신을 구현하기 위해 유효한 조치를 시행해야 한다. |

## 다양한 장점

### 군사
다양한 지능형 로봇들이 전쟁용으로 개발되고 있다. 이들에게 자가판단권을 줄 것인가? 즉 생명을 위협할 수 있는 행위를 스스로 판단하여 시도할 수 있게 할것인가? 그것은 전쟁에서의 승리를 가져올 수 있겠지만 인류의 안전에 큰 위해를 가할 수 있다.

### 산업
다양한 로봇기술이 발달함에 따라 대부분의 공장이 자동화되었으며 의학, 미용 등 다양한 분야에서 로봇이 도입되어 인간의 일자리가 줄어드는 변화가 일어나고 있다. 미래에 대부분의 생산, 서비스업을 로봇이 대체하게 된다면 산업혁명 혹은 그 이상의 직종변화가 일어날 가능성이 다분하기에 이에대한 논의가 필요하다.

## 같이 보기
- 로봇공학

## 참고 문헌
- 한국 로봇 산업 진흥원 소식지 Vol 07
- <What Should We Want From a Robot Ethic?> Peter M. Asaro 2006
- <Robot Ethics> Ronald C. Arkin 2007